# Filip (książę Eulenburg)

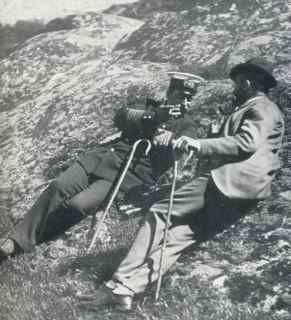
Książę Filip z cesarzem Wilhelmem II, rok 1890

Filip Fryderyk Aleksander (ur. 12 lutego 1847 w Królewcu, Prusy, zm. 17 września 1921 w zamku Liebenberg w Löwenberger Land) – książę Eulenburg i Hertefeld, hrabia Sandels. Polityk i dyplomata Cesarstwa Niemieckiego, faworyt cesarza Wilhelma II.

## Dzieciństwo i młodość
Filip Eulenburg był synem podpułkownika Filipa Konrada, hrabiego zu Eulenburg (1820–1889) i jego żony Aleksandry, baronówny Rothkirch i Panthen (1824–1902). Ojciec Filipa służył jako oficer w pułku kirasjerów nr 3 w Królewcu, a potem w 1 Brandenburskim Pułku Ułanów w Poczdamie. W latach 50. był osobistym doradcą feldmarszałka Friedricha von Wrangla. Młody Filip pobierał nauki w gimnazjum humanistycznym w Dreźnie. W 1866 roku, na krótko przed wybuchem wojny austriacko-pruskiej opuścił gimnazjum i wstąpił do wojska. W latach 1868/69 ukończył szkołę wojskową w Kassel.
W 1869 roku urlopowany z wojska w stopniu podporucznika zdał maturę. W szeregi armii powrócił jeszcze raz na krótko w latach 1870/71 w czasie wojny francusko-pruskiej. Otrzymał Krzyż Żelazny. Następnie podróżował. W 1875 roku obronił doktorat z prawa. Bywał gościem w domu kanclerza Ottona von Bismarcka. Był przyjacielem jego syna Herberta.

## Kariera polityczna
W 1877 roku rozpoczął pracę w pruskiej służbie dyplomatycznej. W latach 1881–1888 był sekretarzem poselstwa Królestwa Prus w Monachium, a od 1888 przebywał na dworze Wielkie Księstwo Oldenburga, W 1890 roku pracował w Stuttgarcie, a w latach 1891–1894 ponownie w Monachium. Od 1894 roku był ambasadorem w Wiedniu. Swoją pracę w dyplomacji zakończył w 1903 roku. Mimo stosunkowo niskiej pozycji w strukturze administracyjnej dyplomacji Królestwa Prus, pełnił ważną rolę w życiu publicznym i politycznym swego czasu.

## Przyjaciel cesarza
Filip Eulenburg poznał Wilhelma II w 1886 roku, gdy Wilhelm był jeszcze drugim w kolejce do objęcia cesarskiego tronu, po ojcu księciu Fryderyku Wilhelmie, późniejszym Fryderyku III. Była to prawdziwie męska przyjaźń. Filip lubił muzykę, poezję i malarstwo. Potrafił śpiewać, parodiować innych, komponował ballady nordyckie i pieśni w stylu sentymentalnym. Był jednym z nielicznych, którzy potrafili szczerze rozmawiać z Wilhelmem i tonować jego ekstrawaganckie wypowiedzi. Jedynie on potrafił przemówić do tego lepszego, delikatniejszego i bardziej sentymentalnego ja księcia. Zrobił w sumie to czego nie udało się zrobić wychowawcom i rodzicom przyszłego cesarza.
Wilhelm przyjaźnił się z Filipem Eulenburgiem, choć musiał wiedzieć, o opisywanych często w brukowej prasie, homoseksualnych skłonnościach hrabiego. Ich zażyłość była powodem zazdrości wielu wysoko postawionych osobistości życia politycznego ówczesnych Niemiec. Pochlebcy, którzy chcieli wkraść się w łaski cesarza często zabiegali o przyjaźń i względy Filipa. W 1900 cesarz nadał hrabiemu Eulenbergowi tytuł książęcy i godność jaśnie oświeconego.

## Afera Hardena-Eulenburga
Po proklamowaniu Cesarstwa Niemieckiego w 1871 roku, na jego terytorium wprowadzono nowy kodeks karny. Paragraf 175 tego kodeksu zaczął kryminalizować ponownie homoseksualizm, który został zdepenalizowany wcześniej na mocy Kodeksu Napoleona. W 1907 roku po serii artykułów prasowych niemieckiego publicysty i dziennikarza Maksymiliana Hardena ujawniających homoseksualne relacje Filipa Eulenburga i hrabiego Kuno von Moltke wybuchł największy w dziejach II Rzeszy skandal obyczajowy. Harden w swych artykułach wyjawił między innymi okoliczności homoseksualnych spotkań grupy przyjaciół w pałacu Liebenberg. Grono to nosiło nazwę Liebenberger Kreis (Koło Liebenberg). W jego skład wchodzili między innymi: Ryszard Wilhelm von Dohna, Georg von Hülsen-Haeseler, Kuno von Moltke, Emil Graf von Schlitz genannt von Görtz, Axel Varnbüler von und zu Hemmingen.
Moltke najpierw wyzwał Hardena na pojedynek, a gdy ten odrzucił wytoczył Hardenowi cywilny proces o zniesławienie. 29 października sąd uznał Moltkego za winnego z paragrafu 175 niemieckiego kodeksu karnego, a Hardena uniewinnił. Wyrok został jednak unieważniony ze względów proceduralnych, a Moltkemu zezwolono na wytoczenie procesu karnego o zniesławienie. Filipa Eulenburga obok zarzutu o homoseksualizm, skarżono również o krzywoprzysięstwo. Postępowanie zostało zamknięte w roku 1909 z powodu oświadczenia lekarzy, że stan zdrowia oskarżonego uniemożliwia dalsze prowadzenie procesu. Książę Eulenburg był już jednak skompromitowany. Resztę swojego życia spędził w swoich posiadłościach. Zmarł 17 września 1921 roku.

## Małżeństwo i rodzina
Dnia 20 listopada 1875 roku w Sztokholmie Filip Eulenburg poślubił hrabiankę Augustę Sandels (ur. 12 maja 1853 w Sztokholmie, zm. 14 grudnia 1941 w Liebenberg), córkę Samuela Augusta, ostatniego hrabiego Sandels i Hedwigi Henrietty Tersmeden. Para miała ośmioro dzieci:
- Filipa (ur. 16 listopada 1876, zm. 28 czerwca 1878),
- Astryd (ur. 25 marca 1879, zm. 23 marca 1881),
- Aleksandrynę Elizę (ur. 1 lipca 1880, zm. 3 lutego 1957),
- Fryderyka Wenda (ur. 19 września 1881, zm. 1 sierpnia 1963) – 2 księcia Eulenburg i Hertefeld, hrabiego von Sandels,
- Augustę (ur. 1 września 1882, zm. 28 stycznia 1974),
- Sigwarta Botho (ur. 10 stycznia 1884, zm. 2 czerwca 1915) – kompozytora,
- Karola Kuno (ur. 16 czerwca 1885, zm. 4 grudnia 1975),
- Wiktorię Adę (ur. 13 lipca 1886, zm. 23 września 1967) – prababkę księżnej Liechtensteinu Zofii Bawarskiej.